# Sikta mot stjärnorna
Sikta mot stjärnorna var en under mitten av 1990-talet populär talangtävling i den svenska TV-kanalen TV4. Programmet producerades av MTV Produktion och sändes under perioden 9 september 1994-12 maj 2002  och gick ut på att tävlande sångare imiterade kända artister, och den bästa i varje program gick vidare till final. Den vinnande i finalen gick sedan till en Europafinal.
Programmet byggdes på det holländska formatet Soundmixshow. Detta format fanns även i en barnvariant, som producerades för och sändes av TV4 under namnet Småstjärnorna.
1994-1997 var Lasse Holm programledare, som skrev vinjettlåten Sikta mot stjärnorna, som han också sjöng. Programmet tog en paus under 1998 men 1999-2000 och 2002 var Agneta Sjödin programledare. Under 2002 hade hon assistans av Paul Tilly. Håkan Windahl var den senaste vinnaren som Tommy Körberg där han sjöng låten Anthem ifrån Chess.
Programmet producerades 1994, 1995 och 1996 av MTV Produktion i Jonsered. Finalen 1996 sändes från Lisebergshallen. Hösten 1997 sändes finalen från Victoriahallen på Stockholmsmässan. När programmet återupptogs 1999 producerades det av Meter Film & Television.
Bengt Palmers, Ingela "Pling" Forsman och Lasse Anrell har suttit i juryn i Sikta mot stjärnorna.

## Deltagare (urval)
Några idag välkända svenskar har tävlat i Sikta mot stjärnorna:
- Staffan "Bosson" Olsson (sjöng Black or White som Michael Jackson, 1994)
- Cecilia Vennersten (sjöng Hero som Mariah Carey, 1994)
- Olle Nilsson från bandet Liverpool (sjöng Imagine som John Lennon, 1994), vann
- Anneli ZZ sing and songwriter  (sjöng Let the best man win som Louise Hoffsten, 1994)
- Sara Persson sjöng 'Allt jag behöver nu' som Lisa Nilsson, 1994)
- Henrik Åberg (sjöng Blue Hawaii och Love me Tender som Elvis Presley, 1995), vann
- Pontus Östberg (sjöng The final countdown som Joey Tempest i Europe, 1995)
- Date (sjöng Back For Good som Take That, 1997), 6:e plats
- Linda Bengtzing (sjöng 'Around the world' som Lene i Aqua, 2000)
- Sandra Oxenryd (sjöng Främling som Carola Häggkvist, 2000), 2:a plats
- Tom Nordahl (sjöng Bed of roses som Jon Bon Jovi, 1999), vann
- Magnus Bäcklund (som Tom Jones, 2002)
- Caroline Wennergren (sjöng A-Tisket, A-Tasket som Ella Fitzgerald, 2002), 2:a plats
- Niklas Andersson (som Berger i musikalen "Hair")
- Mathias Holmgren (I promised myself som Nick Kamen, 1996)
- Shirley Clamp (sjöng Show me heaven som Maria McKee, 1997)
- Andreas Novak (Sjöng Jump som David Lee Roth, 1999 - men sökte som Dio med Holy Diver.)
- Håkan Windahl (sjöng Anthem som Tommy Körberg 1:a plats 2002)
- Emil Sigfridsson (sjöng Life is a rollercoaster som Ronan Keating, 2002)
- Björn
- Mariette Hansson (Sjöng "Let it Rain" som Amanda Marshall, 1999)
- Anderz Wrethov (sjöng 'When you're gone'  med Malin Ekstrand som Bryan Adams & Mel C, 1999)
- Hanna Norman (sjöng 'Wuthering hights' som Kate Bush, 1996)
- Thérèse Andersson (sjöng 'For your eyes only' som Sheena Easton, 1996)
- Martin Redhe Nord (sjöng 'En sång om oss' som Peter Jöback, 2000)
- Jesper M. Sjöberg (sjöng 'When you say nothing at all' som Ronan Keating, 2000)

## I världen
Det finns även en nederländsk och en norsk variant som heter European Soundmix Show respektive Stjerner i sikte.